# White Burgess Langille Inman c. Abbott and Haliburton Co
En droit canadien et québécois, l'arrêt White Burgess Langille Inman c. Abbott and Haliburton Co est un arrêt de principe de la Cour suprême du Canada rendu en 2015 concernant l'admissibilité de la preuve d'expert et des obligations de l'expert envers le tribunal. 

## Recevabilité de l'expertise
En vertu de l'article 22 du C.p.c. (2014) et de l'arrêt White Burgess Langille Inman c. Abbott and Haliburton Co, l'expertise sera jugée irrecevable si elle contrevient à l'un des quatre critères déterminants, soit 1/ la pertinence ; 2/ la nécessité d’aider le juge des faits ; 3/ l’absence de toute règle d’exclusion ; et 4/ la qualification suffisante de l’expert. Tout témoignage qui ne satisfait pas à ces critères devrait être exclu.  

## Obligation de l'expert envers le tribunal
« L’expert a l’obligation envers le tribunal de donner un témoignage d’opinion qui soit juste, objectif et impartial. Il doit être conscient de cette obligation et pouvoir et vouloir s’en acquitter. L’opinion de l’expert doit être impartiale, en ce sens qu’elle découle d’un examen objectif des questions à trancher. Elle doit être indépendante, c’est-à-dire qu’elle doit être le fruit du jugement indépendant de l’expert, non influencée par la partie pour qui il témoigne ou l’issue du litige. Elle doit être exempte de parti pris, en ce sens qu’elle ne doit pas favoriser injustement la position d’une partie au détriment de celle de l’autre. Le critère décisif est que l’opinion de l’expert ne changerait pas, peu importe la partie qui aurait retenu ses services. Ces concepts, il va sans dire, doivent être appliqués aux réalités du débat contradictoire. »

## Qualification suffisante de l'expert
« C’est sous le volet « qualification suffisante de l’expert » du cadre établi par l’arrêt Mohan qu’il convient d’abord d’examiner les préoccupations concernant l’obligation de l’expert envers le tribunal et s’il peut ou veut s’en acquitter. Le témoin expert proposé qui ne peut ou ne veut s’acquitter de son obligation envers le tribunal ne possède pas la qualification suffisante pour exercer ce rôle. S’il ne satisfait pas à ce critère d’admissibilité, son témoignage ne devrait pas être admis. Or, dès lors qu’il y est satisfait, toute réserve qui demeure quant à savoir si l’expert s’est conformé à son obligation devrait être examinée dans le cadre de l’analyse coût-bénéfices qu’effectue le juge dans l’exercice de son rôle de gardien. »
« L’idée, en imposant ce critère supplémentaire, n’est pas de prolonger ni de complexifier les procès et il ne devrait pas en résulter un tel effet.

## Rôle du juge dans la détermination de la capacité de l'expert
Le juge de première instance doit déterminer, compte tenu tant de la situation particulière de l’expert que de la teneur du témoignage proposé, si l’expert peut ou veut s’acquitter de sa principale obligation envers le tribunal. En l’absence d’une contestation, il est généralement satisfait au critère dès lors que l’expert, dans son attestation ou sa déposition, reconnaît son obligation et l’accepte. Toutefois, si la partie qui s’oppose à l’admission démontre un motif réaliste de croire que l’expert ne peut ou ne veut s’acquitter de son obligation, il revient à la partie qui produit la preuve d’en établir l’admissibilité. La décision d’exclure le témoignage à la première étape de l’analyse pour non-conformité aux critères d’admissibilité ne devrait être prise que dans les cas manifestes où l’expert proposé ne peut ou ne veut fournir une preuve juste, objective et impartiale. Dans les autres cas, le témoignage ne devrait pas être exclu d’office, et son admissibilité sera déterminée à l’issue d’une pondération globale du coût et des bénéfices de son admission. »